# Grevillea psilantha
Grevillea psilantha är en tvåhjärtbladig växtart som beskrevs av Mcgill.. Grevillea psilantha ingår i släktet Grevillea och familjen Proteaceae. Inga underarter finns listade i Catalogue of Life.